# Lake of Fire
«Lake of Fire» — песня американской альтернативной рок-группы Meat Puppets. Впервые песня появилась на их альбоме Meat Puppets II 1984 года. Название песни происходит от цитаты из Откровения Иоанна Богослова «И кто не был записан в книге жизни, тот был брошен в озеро огненное» (Откр. 20:15), описывающей судьбу грешников после Страшного суда.
В 1994 году песня была перезаписана группой для их альбома Too High To Die в качестве скрытого трека. Также в этом году был выпущен промосингл, содержащий в себе три разные версии песни.

## Промосингл

### Список композиций
Все песни написаны Куртом Кирквудом.
1. «Lake of Fire» (версия 1994 года) — 3:12
2. «Lake of Fire» (акустическая версия) — 2:45
3. «Lake of Fire» (live-версия) — 2:56

## ВерсияNirvana
В 1993 году Meat Puppets и вокалист американской гранж-группы Nirvana Курт Кобейн записали акустическую версию песни на концерте MTV Unplugged, которая впоследствии была выпущена на альбоме MTV Unplugged in New York.
Не считая «Lake of Fire», на концерте Nirvana были также исполнены песни «Plateau» и «Oh, Me», обе написанные группой Meat Puppets.